# 貞熹王后
貞熹王后尹氏（ていきおうこう・いんし/チョンヒワンフ・ユンシ、1418年12月8日 - 1483年5月6日）は、李氏朝鮮第7代国王世祖の正室。本貫は坡平。諡号は慈聖欽仁景徳宣烈明順元淑徽慎恵懿神憲貞熹王后。朝鮮最初の「垂簾聴政」を行った。

## 生涯
尹氏は江原道で生まれた。11歳のころ、世宗の次男・首陽大君（後の世祖）の正室選びに宮廷の使者が訪れ、それを見に母の後ろに隠れていた彼女は使者の目に留まり、決定された。当初、尹氏の姉が正室候補であった。尹氏は1歳年上の首陽大君と結婚、2男1女を儲けた。
1452年、首陽大君が韓明澮らと手を組み「癸酉靖難」を起こし朝廷を掌握。決行前、ためらう夫に尹氏は鎧を着せ決心を促し成功に導いた。それが彼女を国政に動かす契機となった。

1455年、首陽大君は甥の端宗から王位を奪って即位、尹氏は王妃となった。しかし、1457年に長男の桃源君（懿敬世子）が病没。1468年、世祖が皮膚病を患い薨去し、同年、次男の睿宗が即位したが翌年に薨去した。
1469年、慈聖大妃は睿宗の息子が幼いため、韓明澮と協力し、桃源君の次男で13歳の乽山君を国王に即位（成宗）させ、摂政として桃源君の妃で新国王・成宗の生母である仁粋大妃とともに国政を取り仕切った。儒教中心の朝廷で女が直接表立つことが好まれなかったため、玉座の後ろに簾を掛け、朝鮮で初めて「垂簾聴政」を行った。一方、仁粋大妃は桃源君と自身の長男 月山大君や睿宗の次男 斉安大君に要職を与え彼らを宥めた。
夫の意思を継いで朝鮮の国力を強化した慈聖大王大妃は、1476年、成宗の親政開始に伴い摂政を退き、1483年、薨去。

## 家族
- 父：判中枢 贈 領議政 坡平府院君 貞靖公 尹璠（1384年-1448年）
- 母：興寧府大夫人 仁川李氏（1383年-1456年）
- 兄：坡城君 夷靖公 尹士昐（1401年-1471年）
- 兄：工曹判書 鈴平君 成安公 尹士昀（1409年-1461年） 第11代国王中宗の2番目の王妃章敬王后の曾祖父。
- 弟：領敦寧 坡川府院君 襄平公 尹士昕（1422年-1485年） 中宗の3番目の王妃文定王后の高祖父。
- 夫：世祖
- 長男: 桃源君 李暲（1438年-1457年）- 王世子。死後懿敬世子の呼称で呼ばれる。第9代国王成宗の父。追尊王（廟号: 徳宗）。
  - 孫：第9代国王成宗
- 長女:懿淑公主（朝鮮語版）（1442年-1477年）- 鄭顕祖（朝鮮語版）正室。
- 次男: 睿宗（1450年-1469年）- 第8代国王。王子としての称号は海陽大君。

1873年に徐有英が執筆した説話集『金鶏筆談』に収録された説話中では、娘は二人おり、姉が懿寧公主李世熺、妹が懿淑公主であるとされている。しかしこの説話以外に李世熺の存在を裏付ける文献はない。

## 貞熹王后が登場する作品
- 『韓明澮 〜朝鮮王朝を導いた天才策士〜』KBS、 1994年  (演：ホン・ソミ)
- 『王と妃』 KBS、1998年-2000年（演：ハン・ヘスク）
- 『王と私』 SBS、2007年-2008年（演：ヤン・ミギョン）
- 『王女の男』 KBS、2011年（演：キム・ソラ）
- 『インス大妃』 jTBC、2011年-2012年（演：キム・ミスク）